# Шур, Яков Шебселевич
Яков Шебселевич (Савельевич) Шур (7 [20] апреля 1908, Дуброво, Лепельский уезд, Витебская губерния — 24 мая 1986 года, Свердловск) — советский физик, чл.-кор. АН СССР (1970).

## Биография
С 1932 года работал в Институте физики металлов Уральского научного центра АН СССР в Свердловске (в 1932—1939 годах — Уральский физико-технический институт). В 1938—1944 годах — также доцент, в 1944—1972 годах — профессор Уральского университета.
Работы по физике магнитных явлений и магнитных материалов: изучение магнитных свойств газов и паров, ферромагнитных свойств различных веществ, теория технической кривой намагничивания, процессы перемагничивания, магнитный гистерезис, доменная структура ферромагнетиков.
В 1941 году дал способ создания в ферромагнетиках магнитной текстуры путём термомеханической обработки. Создал новые технические магнитные материалы.
Установил закономерности анизотропии коэрцитивной силы в ферромагнитных монокристаллах. В 1948 году открыл температурный магнитный гистерезис, в 1953-и — переходную доменную структуру в высокомагнитно-анизотропных ферромагнетиках. В 1973 году изучил механизм возникновения зародышей перемагничивания.
Скончался 24 мая 1986 года в Свердловске. Похоронен на Широкореченском кладбище.

## Публикации
- Шур, Я. Диамагнетизм газов и паров // УФН : журн. — 1938. — Т. 20. — С. 410—446. — doi:10.3367/UFNr.0020.193807d.0410.
- С. В. Вонсовский, Я. С. Шур. Ферромагнетизм. — М., Л.: Гостехиздат, 1948. — 816 с. — 6000 экз.

## Награды
Награждён орденами Красной Звезды, орден Трудового Красного Знамени, «Знак почёта» (дважды).